# 麻生車站
麻生車站（日语：／ Asabu eki */?）是一位於日本北海道札幌市北區北40条西5丁目，隸屬於札幌市交通局的地下鐵車站。麻生車站是札幌市營地下鐵南北線的北端起站，車站編號N01。
經常被讀作，但正式站名與車站周邊的地區名讀法為。

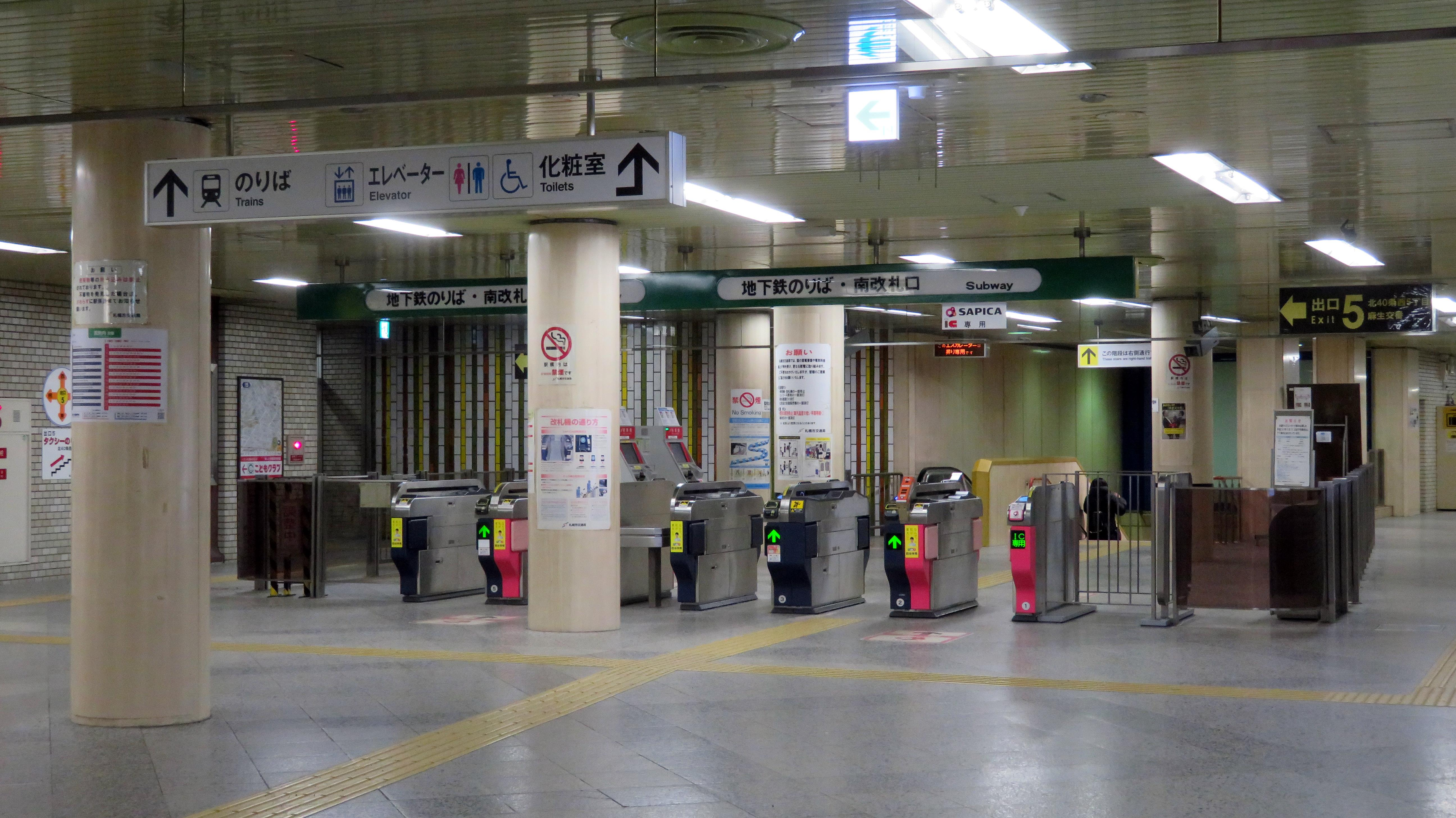
南閘口（2017年3月）

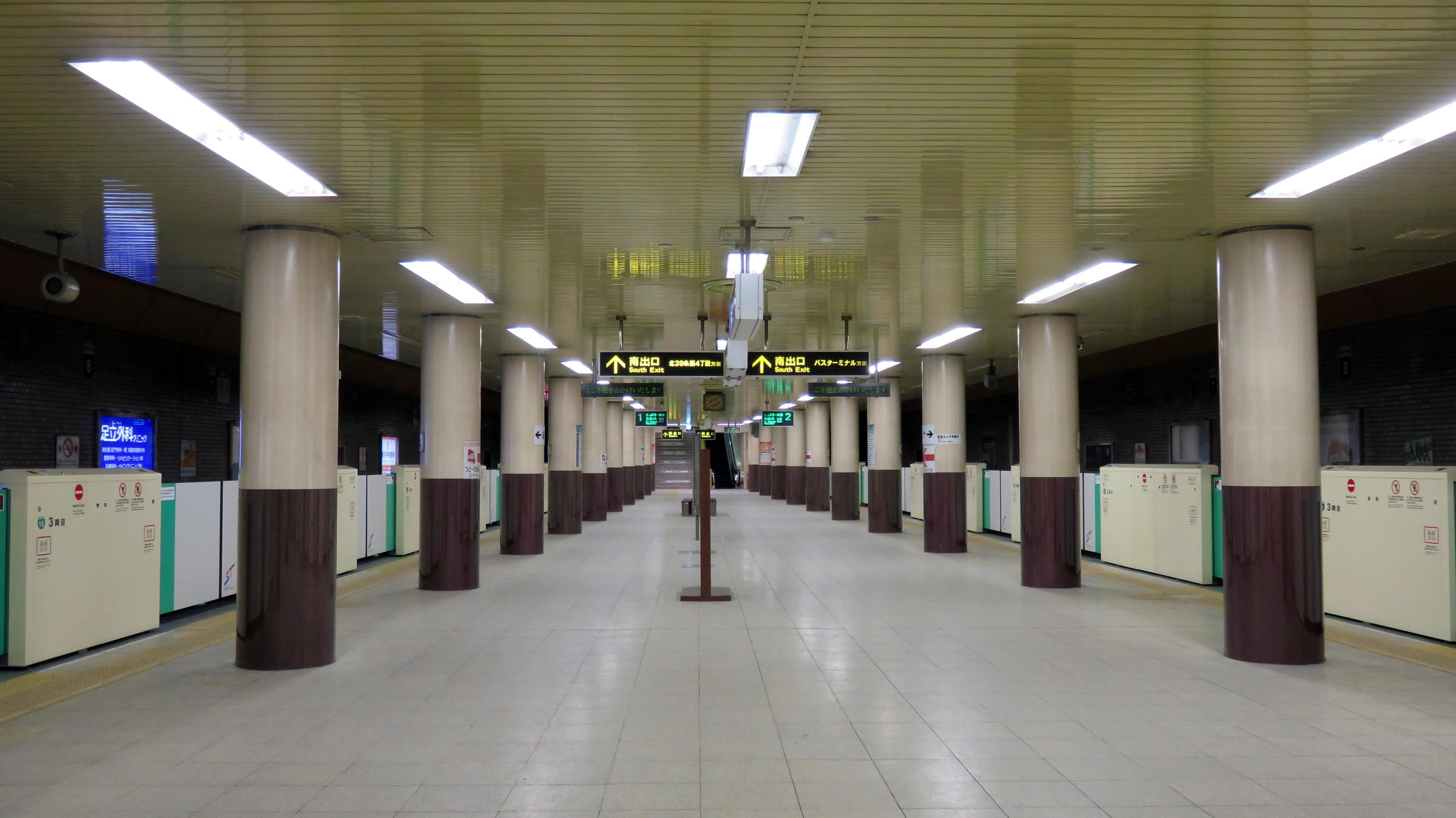
月台（2016年2月）

## 車站構造
麻生車站是一個配置一座島式月台兩條乘車線的地下車站，列車會於進入本站後折返。

### 月台配置
| 月台 | 路線   | 目的地                 |
| ---- | ------ | ---------------------- |
| 1、2 | 南北線 | 札幌、大通、真駒內方向 |

## 相鄰車站
札幌市營地下鐵
 南北線
麻生（N01）－北34條（N02）